# Саломон ван Рейсдал
Саломон ван Рейсдал (на нидерландски: Salomon van Ruysdael) е нидерландски художник-пейзажист от Златния век на нидерландското изкуство. Роден е около 1600 г. в Нарден или Харлем, точното местоположение не е известно. Той е брат на Исак ван Ройсдал и чичо на известния художник Якоб ван Ройсдал.

## Биография
Малко се знае за живота и ранните години на Саломон ван Рейсдал. Според Арнолд Хаубракен, той е син на дърводелец, майстор на абаносови рамки за огледала и картини на име Якоб де Гойер. Известно е, че Саломон се присъединява към гилдията на художниците в Харлем през 1623 г., а през 1648 г. – и в прословутата гилдия на свети Лука. Тук той става последовател на Ян Порцелис и Есаяс ван де Велде. Картините му са предимно пейзажи, изображения на нидерландската природа, най-известните от които са създадени между 1650 – 60 г.
по време на пътуванията му до Лайден, Утрехт, Амерсфорт, Алкмар и Дордрехт. Техниката му оказва влияние на Есаяс ван де Велде.
Хаубракен пише, че Саломон изобретява метод за създаване на скулпторови орнаменти, които, след като бъдат полирани, приличат на мрамор. Той намерил приложение на тази техника при декорацията на ковчежета и рамки на картини, които станали сравнително популярни, докато методът на производство не бил разкрит и не се появили масово копия.
Умира в края на октомври 1670 г. и е погребан на 3 ноември. Негови творби днес са запазени в галерии в Амстердам, Ротердам, Лондон, Берлин, Франкфурт, Хамбург, Мюнхен и други.

## Известни творби
- Изглед към Девентер от северозапад, ок. 1657;
- Речен пейзаж, 1639;
- Ферибот с добитък по река Вехт, 1649;
- Ферибот край Арнхайм, 1651

## Галерия
- „За риба по Рейн“ (1659), Национален музей „Познан“
- „Речен пейзаж с ферибот“ (1649), Национална галерия на изкуствата, Вашингтон, окръг Колумбия, САЩ
- „Пейзаж с ферма“ (1631), Картинната галерия, Берлин, Германия
- „Пейзаж от Алкмар“ (ок. 1650), Тисен-Борнемиса, Мадрид, Испания
- „Холандски пейзаж с езда“ (1656), Картинната галерия, Берлин, Германия
- „Зимен пейзаж“ (1650-те), частна колекция
- „Речен пейзаж с ферибот, превозващ животни“ (ок. 1650), Музей на изкуствата (Сао Пауло)
- „Речен пейзаж с лодки“ (ок. 1640), Национална галерия на Виктория, Мелбърн, Виктория, Австралия
- „Таверна с майски дървета“ (1664), Музей за изящни изкуства (Будапеща)
- „Натюрморт с пуйка“ (1661), Лувър
- „Естуар с укрепен град“ (1648), Държавен музей на Долна Саксония